# マル得!快適ショッピング
『マル得!快適ショッピング』（まるとく!かいてきしょっぴんぐ）とは、テレビ東京系列5局で2022年10月3日から放送されている通販番組である。ジャパネットたかたテレビショッピングの一つである。

## 概要
ジャパネットたかたの本社がある長崎県佐世保市のテレビスタジオ、BSJapanext（2025年1月9日まで）→BS10（200ch、同月10日以降）のスタジオがある東京都港区新川のスタジオから同社所属のMCが商品を紹介している。

## 放送時間
- 月曜日 - 金曜日 11:30 - 12:00（2022年10月3日 - ）